# Achondrostoma arcasii
Achondrostoma arcasii é uma espécie de peixe actinopterígeo da família Cyprinidae.
Pode ser encontrada nos seguintes países: Portugal, onde é conhecida como Pardelha, e Espanha.
Os seus habitats naturais são: rios e rios intermitentes.
Esta espécie está ameaçada por perda de habitat.